# スペースデザイン
スペースデザインとは、「空間」をデザインすること。空間デザインとも言う。
インテリアデザイン、彫刻との関連が強い。都市設計や建築などにおいて、空間に美術品を設置したりディスプレイを行い、作品とする。特に、美術品を空間と一体化させることをインスタレーションと言う。また、公共的な空間に設置された美術品のことをパブリックアートと言う。

## スペースデザイナー
その職業に就くデザイナーを「スペースデザイナー」（空間デザイナー）と呼ぶ。

### 主要なスペースデザイナー
- 五十嵐久枝
- 岩見裕二
- 内田繁
- 梅田正徳
- 榮久庵憲司
- 奥村研
- 奥村敏一
- 倉俣史朗
- 黒田アキ
- 剣持勇
- ごあきうえ
- 島崎信
- 竹内良幸
- 田中俊行
- 野井成正
- 橋本和幸
- 藤原敬介
- 松井雅美
- 間宮吉彦
- メンフィス (デザイン)
- 森田恭通
- 山本コテツ
- ヤマザキミノリ
- 吉岡徳仁
- 松本哲哉

## スペースデザインを学べる学科
- 大阪工業大学 ロボティクス＆デザイン工学部 空間デザイン学科
- 武蔵野美術大学造形学部空間演出デザイン学科／通信教育課程　工芸工業デザイン学科　スペースデザインコース
- 名古屋芸術大学 芸術学部 芸術学科 デザイン領域 スペースデザインコース
- 京都造形芸術大学 空間演出デザイン学科 空間デザインコース／通信教育部 デザイン科 空間演出デザインコース
- 足利大学工学部 創生工学科　建築・社会基盤学系 空間デザインコース（ほかに建築学コース）
- 東京造形大学 造形学部　デザイン学科　室内建築専攻領域
- 帝塚山大学 現代生活学部　居住空間デザイン学科
- 九州産業大学 芸術学部　生活環境デザイン学科　空間演出デザイン専攻

- 川崎医療福祉大学 医療福祉学部, 医療福祉環境デザイン学科 スペースデザインクラス
- 北九州市立大学 国際環境工学部 環境空間デザイン学科は、建築デザイン学科
- 文化デザイナー学院 建築スペースデザイン学科
- 青山製図専門学校 製図専門課程（工業）　商空間デザイン科
- 修成建設専門学校 工業専門課程　第１本科（昼）空間デザイン学科
- 桑沢デザイン研究所 総合デザイン科（昼間部）スペースデザイン専攻／デザイン専攻科（夜間部）スペースデザインコース
- 専門学校九州デザイナー学院 デザイン専門課程スペースデザイン学科
- 専門学校創表現研究所 文化・教養専門課程デザイン表現学系スペースデザイン学科
- 専門学校札幌デザイナー学院 文化教養専門課程スペースデザイン学科
- 山脇美術専門学校スペースデザイン科 |
- リカレント インテリア／スペースデザイン科
- 神奈川県立産業技術短期大学校 産業デザイン科　スペースデザインコース
- 山口大学 工学部感性デザイン工学科人間空間コースは、建築コースに
- 中央工学校OSAKA 工業専門課程空間ＣＧデザイン科は、建築ＣＧデザイン科に。中央工学校OSAKAのほかには修成建設専門学校に 工業専門課程 第1本科（昼）建築CGデザイン学科　がある
- 東京藝術大学 美術学部　デザイン科　第９研究室(Design Embody)